# قطعنامه ۶۳۱ شورای امنیت
قطعنامه ۶۳۱ شورای امنیت سازمان ملل متحد که در تاریخ ۰۸ فوریه ۱۹۸۹ تصویب شد، سندی بین‌المللی دربارهٔ ایران-عراق است. این قطعنامه طی نشست ۲۸۴۴ام با ۱۵ رای موافق، ۰ مخالف و ۰ ممتنع تصویب شد.